# Grupo de Seguridad de la Presidencia de la República
El Grupo de Seguridad para la Presidencia de la República (en francés; Groupe de sécurité de la présidence de la République, GSPR) es la unidad de seguridad en cargo de la seguridad del Presidente de la República Francesa. Establecido en 1983,  es parte  de ambos el Nacional Gendarmerie y Policía Nacional. Es distinto del Guardia Nacional, el cual es en cargo de la seguridad de edificios oficiales.

## Historia
Anteriormente, el grupo estuvo compuesto de 30 miembros de la Gendarmería nacional,y 30 miembros de la Policía Nacional, mandado por un teniente coronel de la Gendarmería o un Comisario de división de la Policía, alternadamente en cargo. Desde el año 2019, el director del GSPR ha sido Georges Salinas de la Policía Nacional, asistido por coronel Benoît Ferrand de la Gendarmería Nacional.
Durante la presidencia de Nicolas Sarkozy, la unidad solo estaba compuesta por policías del Servicio de la Protección y de la unidad de Recherche, assistance, intervention, dissuasion (RAID). Durante su administración, la unidad tenía 90 miembros debido a los mayores niveles de amenaza. Ningún oficial de Gendarmería fue seleccionado para estar en la unidad ya que Sarkozy creía que no debía ser protegido por los militares.
Los miembros de la gendarmería retornaron a la unidad después de la elección de François Hollande en el año 2012. En diciembre de 2012, en ese entonces había aproximadamente 20 miembros del GIGN. El grupo desde ese momento será siempre compuesto de 60 miembros de los cuerpos nuevamente.

## Equipamiento
Además de sus vehículos y diversos recursos, podemos nombrar estos tipos de armamento:
- ASP Batuta ampliable
- Pistola semiautomatica Glock 17
- Pistola semiautomatica subcompacta Glock 26
- Subfusil Heckler & Koch MP5
- Subfusil Brügger & Thomet MP9
- Fusil de Asalto Heckler & Koch G36

1. ↑   La réorganisation de la sécurité de l’Elysée est officielle

- Datos: Q1545682
- Multimedia: Groupe de sécurité de la présidence de la République / Q1545682